# Stenophyllus barbatus
Stenophyllus barbatus là loài thực vật có hoa trong họ Cói. Loài này được (Rottb.) Fyson miêu tả khoa học đầu tiên năm 1919.